# 長岐貞治

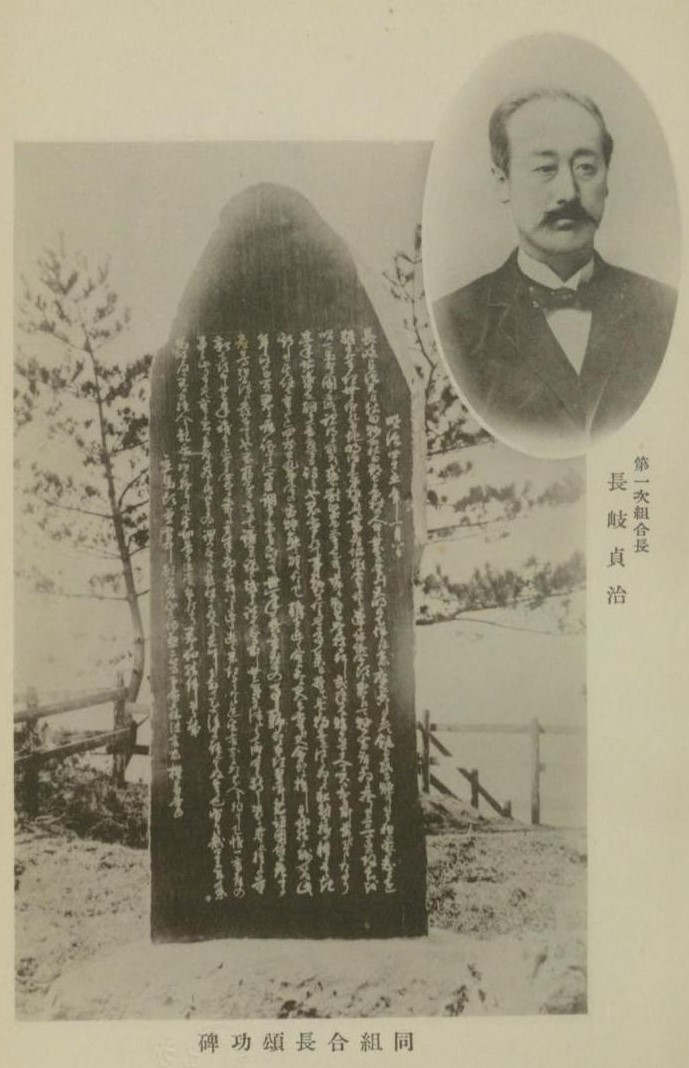
長岐貞治と顕彰碑

11代目長岐 貞治（ながき ていじ、1849年（嘉永2年） - 1904年）は、日本の政治家。

## 経歴
出羽国秋田郡七日市村（秋田県北秋田郡七日市村、鷹巣町を経て現北秋田市七日市）で七日市村の肝煎を務める長岐家の長男に生まれる。弟に衆議院議員などを務めた畠山雄三がいる。13歳の時に肝煎役を継いだ。1871年に秋田県第2大区2小区戸長に就任する。1879年に秋田県会議員に選出された。
1880年に秋田県畜産協議会会頭に就任した。1888年に秋田県が畜産会を組織すると、その第1期（第1回）の副会長を務めた。1889年に七日市村長に就任した。1896年に内閣に設けられた馬政調査委員を嘱託される。1900年に産牛馬組合会の第1期（第1回）組長に就任した。
1904年に秋田市で死去した。

## 顕彰碑
没後の1912年に当時の秋田県畜産組合長であった伊藤恭之助らが中心となり、顕彰碑が建立された。顕彰碑は当初組合事務所があった秋田市寺内に建立された。1944年に組合事務所の移転とともに秋田市の千秋公園に移転され、1974年に河辺町（現在の秋田市河辺）の県畜産連市場入口に移設された。その後、2007年に生家である七日市の長岐邸に移設建立された。